# Khaïr Beg
Khaïr Beg, aussi transcrit par Khaïr-beg, Kha'ir Beg, Kha'ir Bey, Khâirbak ou Hayır Bey, خاير بك en écriture arabe, décédé en 1522, est un officier du sultanat mamelouk passé au service de l'Empire ottoman. Bey ou beg est un titre de fonction. Nommé pacha, il a gouverné l'Égypte ottomane de 1517 jusqu’à sa mort en 1522, après avoir aidé le sultan ottoman Sélim Ier à conquérir l'Égypte,,.
Khair Bey est né d'un père nommé Molbay d'origine abkhaze. Il a commencé à apparaître dans les postes militaires jusqu'à ce qu'il atteigne le rang de hijab sous le règne du sultan Qansoh al-Ghouri, nommé par lui à Alep en 1504 - député jusqu'à 1516 - 922 H.
Khaïr Beg était d'origine abkhaze et était gouverneur d'Alep sous le règne du sultan mamelouk Al-Achraf Qânsûh Al-Ghûrî. Passé au service des Ottomans, il contribua à la victoire ottomane à la Bataille de Marj Dabiq. Après la conquête ottomane de l'Égypte, le sultan Sélim Ier décida de nommer son nouveau grand vizir Yunus Pacha gouverneur de l'Égypte mais découvrit que le gouvernement provisoire nommé était corrompu et destitua Yunus Pacha de ce poste pour nommer Khaïr Beg gouverneur. 
En 1520, lorsque Janbirdi al-Ghazali, autre ancien mamelouk devenu gouverneur de Syrie, tenta de profiter de la mort du sultan Sélim et de l'avènement de son jeune fils Soliman pour se rebeller, Khaïr Beg se montra fidèle au sultan ottoman : il avertit la Sublime Porte des desseins de Ghazali et envoya une armée de 3 000 hommes pour contribuer à le défaire. En 1522, Khaïr Beg arma une flotte de 20 vaisseaux pour renforcer l'escadre ottomane au siège de Rhodes contre les chevaliers hospitaliers ; malade et se sachant proche de la mort, il affranchit tous ses esclaves, laissa l'usufruit de ses biens à sa femme, veuve du dernier sultan mamelouk, et mourut peu après. 